# ГЕС Веніна
ГЕС Веніна (італ. Venina) — гідроелектростанція на півночі Італії. Становить нижній ступінь у гідровузлі, створеному на ресурсах річок Веніна та Арміза (ліві притоки Адди, яка через По належить до басейну Адріатичного моря), що дренують північний схил Бергамських Альп.
Подача води на станцію організована по двох напрямках:
- З півдня від водозабірної греблі на Веніна, спорудженої у 1923 році після впадіння в неї великої правої притоки Каронно. При цьому ресурс із верхів'їв обох названих річок потрапляє до місця їх злиття через ГЕС Веделло. Мурована гребля відводить воду до двох резервуарів об'ємом 5 та 8 тис. м3, від яких починаються дериваційні тунелі, прокладені через правобережний гірський масив у 1923 та 1993 році. Новий тунель має довжину 4,9 км та додатково забезпечує отримання ресурсу із потоку Серіо. Старий канал загальною протяжністю 4,6 км зберегли зокрема для захоплення води із потоків Pessa та Remolino.
- Зі сходу від водозабірної греблі на Арміза, спорудженої після однойменної ГЕС, яка використовує розташовані в гірському масиві лівобережжя річки водосховища Санто-Стефано та Меццо. Мурована гребля спрямовує ресурс до дериваційного тунелю довжиною 6,5 км, котрий на своєму шляху через лівобережний масив приймає додатковий ресурс зі струмків Санто-Стефано, Триполо, Палу, Пайоза, Пайозетта, Серіоло, а також від насосної станції Сан-Маттео, яка забезпечує підйом на 115 метрів води, відібраної з Armisa після першої греблі.

Обидва тунелі сходяться до спорудженого на правобережжі Venina верхнього балансуючого резервуара Гаджо об'ємом 108 тис. м3 (з них 70 тис. м3 додано у 1994 році). Звідси вода подається до машинного залу через чотири напірні водогони різного діаметру (до 2,1 метра) та довжиною 1,8 км.
Зал знаходиться вже в долині Адди та обладнаний чотирма турбінами типу Пелтон загальною потужністю 152,4 МВт, які при напорі у 720 метрів забезпечують виробництво 277 млн кВт·год електроенергії на рік.
Відпрацьована вода по двох каналам довжиною 0,8 та 1,2 км відводиться до Адди.